# Thyrateles lugubrator
Thyrateles lugubrator är en stekelart som först beskrevs av Johann Ludwig Christian Gravenhorst 1807.  Thyrateles lugubrator ingår i släktet Thyrateles och familjen brokparasitsteklar. Inga underarter finns listade i Catalogue of Life.